# Maestro Bujil
El maestro Bujil fue un rejero activo en Burgos en la segunda mitad del siglo XV.
Fue el autor de la primitiva reja de la capilla mayor de la catedral de Burgos por orden de Alfonso de Cartagena, obispo de Burgos, sustituida en 1520 por otra realizada por Cristóbal de Andino. También en la catedral burgalesa, se le considera el autor de la reja de la capilla de Nuestra Señora de la Visitación, la más antigua que se conserva en la catedral. También realizó una reja para la capilla de las Reliquias en 1496. Además, se relacionan con su taller las rejas de la girola de la catedral de Palencia.
El hecho de que su trabajo se relacione estéticamente con el del rejero salmantino fray Francisco de Salamanca, induce a pensar que Bujil pudo ser su maestro.